# Ashita no Joe
Ashita no Joe (あしたのジョー, Ashita no Jō, literalmente "Joe do Amanhã"), conhecido nos Estados Unidos como Tomorrow's Joe, é um manga de boxe escrito por Ikki Kajiwara e ilustrado por Tetsuya Chiba,  publicado entre 1968 e 1973 na revista Weekly Shonen Magazine da Kodansha. 

## Sinopse
Danpei Tange é um boxeador frustrado. Largou os ringues quando perdeu a visão de um dos olhos, e desistiu de ser treinador quando foi traído por seu discípulo. Desde então, vive uma vida de miséria, andando com mendigos e enchendo a cara o dia inteiro.
Um dia, chega à cidade onde mora Tange, um jovem. Violento, orgulhoso, aproveitador e mentiroso, Joe Yabuki arranja brigas, trapaceia, rouba e mente. No entanto, sua força e agilidade em suas brigas de rua despertam a atenção de Danpei, que vê em Joe o potencial para se tornar um grande boxeador, talvez até mesmo um campeão.
É aí que começa Ashita no Joe, a saga de Joe Yabuki para deixar de ser um simples marginal e se tornar um grande campeão do boxe. De início a contragosto, Joe se recusa a treinar com Danpei, mas tudo muda quando entram em sua vida a bela Yoko Shiraki e o valente Rikiishi Tohru, aquele que se tornaria o grande rival de Joe até o fim da série.
Ashita no Joe marcou época no Japão. Quando do fim do mangá, milhares de jovens japoneses se mobilizaram numa passeata em homenagem à história. Além disso, o personagem foi utilizado em diversas campanhas políticas do povo, ilustrando a força de vencer de um jovem da periferia rumo a um destino, embora glorioso, cheio de obstáculos e preços a serem pagos.
Ele inspirou vários artistas no futuro, como Masami Kurumada, famoso mangaká, a criar "Ring ni Kakero", que também se tornou um sucesso e mais tarde o autor George Morikawa a criar o seu mega hit Hajime no Ippo.

## Personagens
Joe Yabuki (矢吹 丈 Yabuki Jō)
O protagonista da história. Um campeão da FPOB e 4º no ranking mundial. Ele é conhecido por sua longa franja sempre vestindo um casaco bege desgastado e uma tampa plana vermelho. Não muito tempo após o nascimento, já esteve em muitos orfanatos e instalações. No entanto, ele logo se cansou da vida monótona e frequentemente escapava.
Joe é rude e rápido para lutar, mas ele também pode ser muito frívolo, às vezes. Por causa de sua educação áspera ele é um delinquente que gosta de sua solidão, mas depois cresce e começa a apreciar seus novos amigos e rivais. Ele não é muito bom para entender as mulheres, e, essencialmente, apenas trata-as agradavelmente. Com a morte de Rikiishi, ele sofre temporariamente e não consegue acerta a têmpora, mas mais tarde ele supera isso. Isto lhe permite mover-se após a perda de Rikiishi.
Ele é um peso-galo e suas especialidades incluem o Cross-counter e a postura Sem-Guarda. Ele tem uma força extraordinária, força e espírito de luta, muitas vezes fica de pé depois de levar golpes críticos. Depois de sua luta com Rikiishi, ele começa a desenvolver melhor a sua guarda. Em diversas ocasiões, foi sugerido que ele estava se dirigindo para o campeonato do mundial, não para seu próprio bem, mas pelo amor de Rikiishi desde que ele morreu lutando contra Joe, que ele considerava um futuro candidato ao título. Durante sua luta com José, ele mesmo inconscientemente usa o próprio soco saca-rolhas de José contra ele. Após um combate muito bem orquestrado Joe perde por decisão, antes de ouvir o resultado, Joe se senta no canto e falece, indo finalmente encontrar Rikiishi e lutarem mais um vez. Devido a esse fato ocorreram mudanças na quantidade de rounds passando de 15 rounds para apenas 12 rounds, pois a longa duração da luta e a Síndrome do Punho-Bêbado auxiliaram para a morte precoce de Joe Yabuki um dos maiores ícones da cultura pop dos animes, desde sua época de lançamento até os dias atuais.

Danpei Tange (丹下 段平, Tange Danpei)
É o treinador de boxe de Joe. Ele também era boxeador, mas se aposentou depois de perder o olho esquerdo. Depois disso, ele se torna um treinador, mas como mostrado em um flashback no episódio 2, ele era um treinador duro que caiu em desgraça depois que seu último aluno jogou uma luta por dinheiro. Ele então se torna um bêbado desempregado que só muda de atitude depois de conhecer Joe. Após ver o potencial de Joe, ele decide apostar tudo nele, acreditando que Joe pode se tornar um boxeador extraordinário. Ele o ensina na forma de dicas individuais chamadas "Pelo bem do amanhã" (明日のために ashita no tame ni). Depois que Joe e Nishi são libertados do centro de detenção juvenil, ele os aceita como seus dois únicos estagiários. Ele também permite que vivam com ele em sua pequena cabana sob uma ponte, que ele converte no Clube de Boxe Tange (丹下拳闘クラブ, Tange Kento Kurabu). Depois que Joe se torna um sucesso, muitos outros boxeadores novatos assinam com Danpei, permitindo que ele abra uma academia de verdade, mas mantém o antigo barraco intacto devido à nostalgia.

Kanichi Nishi (西寛一, Nishi Kan'ichi)
conhecido como Mammoth Nishi (マンモス西, Manmosu Nishi), é o parceiro de Joe. Joe inicialmente o encontra no centro de retenção, onde é apresentado pela primeira vez como o líder implacável de sua cela e ordena aos outros presos que prendam Joe, enfiem um pano molhado em sua boca e se revezem para pular sobre ele do topo dos beliches. 
Ele e Joe se encontram novamente no passeio de barco para o centro de detenção juvenil, mas desta vez Nishi fica com medo do que vai acontecer com os dois e mostra-se apavorado com os outros presidiários no início, ao contrário de Joe, que não se intimida. por eles, mesmo quando ambos são atacados em sua primeira noite. O lado mais gentil de Nishi é mostrado no centro de detenção juvenil quando ele e Joe se tornam amigos e ele começa a lutar boxe durante o torneio do centro de detenção juvenil. Depois que ele e Joe são soltos, ambos se tornam parceiros de treinamento treinados por Danpei e vivem em sua cabana sob um bridge, que é convertida em um humilde clube de boxe, os dois também trabalham juntos na mercearia da família Hayashi. Apesar de inicialmente ser retratado como um bandido, ele revela ter uma personalidade gentil e é conhecido por chorar com frequência com as coisas, mas no geral ele é amigável e educado com todos. 
Ao contrário de Joe, Nishi teve apenas um sucesso medíocre como boxeador, não ajudado por ele ser um peso pesado, o que há poucos no circuito asiático de boxe. Embora tenha brevemente mais sucesso como peso médio, ele tem problemas para manter o peso baixo por conta da sua compulsão alimentar e acaba sendo forçado a se aposentar após uma lesão na mão. Ele logo obtém muito mais sucesso como co-treinador de Joe e também descobre que tem talento para o trabalho no varejo, ajudando na loja de Hayashi. Isso eventualmente o leva a se casar com sua filha Noriko e a se estabelecer como um homem de família convencional.

Yoko Shiraki (白木 葉子, Shiraki Yōko)
é a chefe do Academia Shiraki. Originalmente apresentada como uma garota rica de fora das favelas, Joe a conhece pela primeira vez quando ele e as crianças da favela a enganam. Ela acaba sendo revelada como filha de um ex-boxeador rico e dono de uma academia, e se envolve fortemente nos assuntos da Academia Shiraki. 
No final da série, ela percebe que se apaixonou por Joe e implora que ele não arrisque a vida por ela na luta contra José Mendoza, sem sucesso. Pouco antes de sua morte, Joe dá a ela suas luvas de boxe como lembrança.

## Rivais
Rikishi Tooru (力石 徹, Rikiishi Tōru) 
é o rival de boxe mais pessoal e significativo de Joe. Os dois se encontraram pela primeira vez no centro de detenção juvenil, ele era boxeador, mas foi condenado ao centro de detenção juvenil porque deu um soco em um membro da platéia até a morte depois que eles disseram que a luta foi armada a favor de Rikiishi, enfurecendo-o. Joe desafia Rikiishi sem saber que ele já foi um boxeador profissional e consegue socá-lo no rosto uma vez antes de Rikiishi nocauteá-lo com um soco. Ele é essencial para motivar Joe a começar a levar o boxe a sério, mesmo que seu único motivo seja derrotar Rikiishi em uma revanche. Rikiishi é amplamente considerado um dos boxeadores novatos mais promissores do mundo,
mas sua carreira é tragicamente interrompida, pois ele morre imediatamente após a revanche dele e de Joe devido aos ferimentos e ao preço que seu treinamento de perda de peso extremo teve em seu corpo.
Wolf Kanagushi (ウルフ金串 Urufu Kanagushi)
A fim de obter um reconhecimento rapidamente, Joe se torna alvo do campeão galo
alo, Wolf Kanagushi. Wolf era um lutador confiante e impetuoso que foi facilmente provocado por Joe em uma briga, que terminou em nocaute duplo (Cross Counter). Esta notícia acabou levando ao público exigindo uma luta entre eles, onde Wolf acabou derrotado. Ele se tornou um bandido que foi derrotado devido a sua mandíbula fraca, e depois pegou dinheiro emprestado de Joe depois de reacender sua amizade. Até o final da série ele finalmente o paga de volta e apoia Joe em sua última partida, torcendo ativamente.
Carlos Rivera (カーロス・リベラ)
O ex-6 no ranking WBC Bantamweight de origem venezuelano. Lutou contra Joe Yabuki antes de sua luta pelo título WBC. Foi derrotado por K.O. na primeira rodada por Jose Mendoza. Aparentemente ele ainda estava fraco depois da luta com Joe e foi revelado depois sua derrota, depois de uma longa carreira ele larga os ringues após sofrer uma fratura no crânio que o deixa com danos cerebrais permanentes.
Kim Yong-bi (金 竜飛, Kin Ryūhi)
um ex-campeão do OPBF. Ele é um boxeador sul-coreano e militar que lutou na Guerra do Vietnã no impiedoso "Tiger Squad", seu empresário também é seu superior no exército e mentor, o coronel Hyun. Quando ele tinha 5 anos, a Guerra da Coréia estourou e seu pai saiu para lutar, ele e sua mãe logo ficaram sem-teto e famintos e um dia ela foi morta por uma bomba incendiária enquanto Kim olhava horrorizada. Kim vagou sozinho pelos próximos dias até encontrar um soldado inconsciente deitado em uma poça de lama, ele roubou as rações do soldado, mas o soldado acordou e estendeu a mão para ele, Kim pegou uma grande pedra e matou o soldado com medo , antes de comer todas as rações. Quando ele voltou para sua aldeia, um grupo de soldados liderados por Hyun começou a interrogar os moradores sobre quem havia matado o soldado, quando Kim ouviu que o nome do soldado era Kim Chung-ryun, ele percebeu que o homem que ele havia matado era seu pai e vomitou. as rações que havia roubado. Desde então, ele sofre de perda permanente de apetite e também parece sofrer de Hematofobia, pois mostra ter o hábito de lavar as mãos por horas a fio para tirar "sangue" delas, além disso, ele se torna extremamente angustiado ao ver sangue e tem tendência a começar a atacar a pessoa sangrando à sua frente. Ele tem a reputação de "computador humano" devido ao seu comportamento frio e métodos calculados de boxe, que incluem sua técnica Chom-Chom"(舞々チョムチョム, Chomuchomu, escrita com o personagem para "dança"), onde ele derruba seu oponente, mas os impede de cair no chão, mantendo-os de pé com uma rajada de socos. Diz-se que esta técnica matou dois de seus oponentes no passado. Durante sua luta com Joe fica angustiado com a forma como Joe continua se levantando por mais que o derrube mesmo depois de usar seu Chom-Chom, chamando Joe de "monstro", no 6º round é nocauteado para fora do ringue por Joe e perde o título para ele, após isso se aposenta do boxe.
Harimau
Um cara selvagem, analfabeto, vindo de uma tribo da Malásia que só estava interessado em lutas emocionantes e por chocolate, e desafiou Joe pelo título da FPOB. A partida foi orquestrada pela Yoko para reacender o espírito selvagem de Joe.
José Mendoza
O campeão perfeito de origem mexicana que nunca tinha perdido, lutou muito bem e era admirado por todos. Ele tem um grande cuidado com a saúde e a família, e é constantemente calmo e confiante, dando uma aura de ser verdadeiramente imbatível. Um tema recorrente é a sua imensa força física, a ponto de deixar grandes hematomas no corpo de Joe, forçando-o facilmente em um aperto de mão, e até mesmo dobrar moedas com os dedos. Ele só se rompe a partir durante os últimos estágios de sua luta com Joe, onde ele perde sua confiança pelo espírito incansável de Joe. Mendoza foi derrubado pela primeira vez em sua carreira durante a luta. Ele ganha a luta por decisão, logo após o combate, ele fica totalmente diferente, como se sua juventude fosse drenada.

## Adaptações
Ashita no Joe teve dois episódios pilotos produzidos no final do ano de 1969, que depois da aprovação dos autores originais, ganhou um anime em série de 79 episódios, produzido pela Mushi Production entre 1 de abril de 1970 a 29 de setembro de 1971 e dirigido por Osamu Dezaki.
Durante os anos de 1980, recebeu uma segunda temporada de 47 episódios, produzido Tokyo Movie Shinsha. também dirigido por Osamu Dezaki
Em 2011, foi adaptado em um filme live-action, estrelado pelo popular ator/cantor Tomohisa Yamashita como Joe Yabuki e Yusuke Iseya como Rikiishi.

## Influências
Quando os fãs da série viram a morte de Rikiishi, houve um funeral especial para ele. Em março de 1970, cerca de 700 pessoas lotaram as ruas vestidos de preto, usando braçadeiras negras e fitas com flores e incenso, participaram do funeral. O evento foi solicitado pelo poeta Shuji Terayama. O serviço foi realizado em um ringue de boxe em grande escala vigiado por um sacerdote budista.
Alem disso, Ashita no Joe serviu tanto como uma referencia para os jovens que queriam se rebelar contra o sistema conservador dos partidos de extrema-direita, quanto um simbolo para o próprios politicos de Esquerda e universitários que queriam denunciar a volta bélica do japão deste o fim da Segunda Guerra Mundial.
Ashita no Joe mais tarde iria criar um novo subgenero de Shounen, conhecido como Battle Shounen, que iria se popularizar nos anos 1980 na revista Weekly Shounen Jump. obras como Dragon Ball, Kinnikuman, Naruto, Hokuto no Ken, Bleach, Saint Seiya e Yu Yu Hakusho pegam os elementos emprestados do Ashita no Joe. enquanto que no próprio genero de esporte, obras como Ring ni Kakero, Rokudenashi Blues e Hajime no Ippo são os seus sucessores espirituais da série.
em 2018, foi lançado o anime Megalo Box, que comemora os 50 anos de existência do mangá original. o anime faz uma releitura cyberpunk dos acontecimentos da história original.
Joe Yabuki ainda é favorito na cultura pop japonesa até os dias atuais. Em 13 de outubro de 2006, ele foi eleito o "japonês favorito TV Anime" sendo colocado em 4° de 100 entre várias celebridades.